# Фонетика й фонологія бачвансько-русинської мови
Фонологійна система руснацької (бачвансько-русинської) мови (русин. Фонетика и фонолоґия руского язика) містить доволі небагато фонем. Вокалізм охоплює 5 голосних, а консонантизм — 27 приголосних звуків. Від фонологійних систем інших русинських ідіомів бачванська відрізняється низкою особливостей. Система голосних виділяється меншим фонемним складом, у консонантній системі існують різні рефлексів давніх /д'/ і /т'/. За наголосом бачвансько-русинська схожа із західними карпаторусинськими говірками (із фіксованим парокситонічним наголосом) і протиставлена східним карпаторусинським говіркам (з вільним наголосом).

## Сучасний стан

### Голосні звуки
Система вокалізму руснацької мови охоплює 5 голосних фонем (русн. вокали, фонеми): і, е, а, у та о. Вони розрізняються за ступенем підняття язика — верхнього (високи), середнього (стреднї/штреднї) і нижнього підйому (нїзки); за рядом — переднього (преднього шора), середнього (стреднього/штреднього шора) та заднього ряду (заднього шора); а також за наявністю-відсутністю огублення (лабиялизовани, нелабиялизовани):
|                     | Переднього ряду | Середнього ряду | Заднього ряду |
| ------------------- | --------------- | --------------- | ------------- |
| Високого підняття   | /i/ (и, ї)      |                 | /u/ (у, ю)    |
| Середнього підняття | /е/ (е, є)      |                 | /ɔ/ (о)       |
| Низького підняття   |                 | /а/ (а, я)      |               |

На відміну від сербської та хорватської мов, які поширені серед руснаків як другі мови, і на відміну від словацької, чиї говори сильно вплинули на мову руснаків, бачвансько-русинській мові (як і іншим русинським ідіомам) не притамання фонологійно значущі відмінності за довжиною-короткістю. З більшою тривалістю (длужина) вимовляють голосні лише тоді, коли вони перебувають під наголосом, але навіть так вона не виконує смислорозрізнювальної функції. У мові відсутня редукція голосних, як, наприклад, у російській.
Від системи вокалізму карпаторусинського ідіому бачванська відрізняється кількістю фонем. До складу голосних руснацької системи входить 5 фонем, водночас до вокального складу карпаторусинської — 7. Окрім фонем /i/, /е/, /а/, /у/ і /о/, остання містить неогублену фонему переднього ряду верхнього підняття /і/ ([ɪ]) та неогублену фонему заднього ряду верхнього підняття /и/. Як і системі голосних бачвансько-русинської мови, фонеми /і/ і /и/ відсутні в системі голосних словацької мови та її східного говору зокрема.
Порівнюючи голосні системи слов'янських мов у своїй «Граматиці» 2002 року, Ю. Рамач відзначає подібність бачвансько-русинської схеми голосних зі схемою короткого вокалізму сербської та хорватської мов. При цім від схеми вокалізму російської мови бачванську відрізняє відсутність варіанта фонеми /i/ після твердих приголосних — [ɨ] (на письмі ы), який також розглядають у російській фонології як самостійну фонему. Від схеми вокалізму української мови бачванська відрізняється вимовою голосного /а/ як звуку (глас) середнього ряду (в українській під наголосом — заднього ряду) та відсутністю фонеми переднього ряду верхнього підняття /і/ (притаманною також карпаторусинським говіркам).
Як дифтонги (дифтонґи), на думку Ю. Рамача, виявляють себе сполуки «V + ў» і «V + i̯»: праўда, криўда, биўни, роўни, даўни, аўто, Паўло, Паўлина, валоў, канчоў; буі̯ни, руі̯новац, воі̯на, доі̯ка, чаі̯ка, геі̯, гаі̯ тощо.
Голосні о та е можуть випадати, чергуючись з ø: податок — податка, угел — угла.

### Приголосні звуки

#### Склад
У системі консонантизму бачвансько-русинської мови приголосні (консонанти) поділяють на сонорні (сонанти) і шумні (шумово консонанти). До перших за способом творення (по способе твореня) належать носові (носни), дрижачі (трепецаци) та апроксиманти (бокові (бочни) й напівголосні), до других — оклюзиви (проривні (препречни, експлозивни) та африкати (препречно-ужинково, африкати)) та щілинні (ужинково, фрикативни, чухаци). Як сонорні, так і шумні приголосні також розрізняють за місцем їх творення (по месце твореня), виділяючи серед них губні (ґамбово), передньоязикові (предньоязични), середньоязикові й гортанні приголосні (гарлово).
Руснацька мова містить 29 приголосних фонем:
|              |              | Губні                  | Губні            | Передньоязикові   | Передньоязикові    | Передньоязикові   | Середньоязикові | Середньоязикові | Гортанний |
| Губно- губні | Губно- зубні | Зубні апіко-ламінальні | Зубні ламінальні | Піднебінно-ясенні | Твердо- піднебінні | М'яко- піднебінні |                 |                 | Гортанний |
| Губно- губні | Губно- зубні | тверді                 | тверді           | Піднебінно-ясенні | м'які              | М'яко- піднебінні |                 |                 | Гортанний |
| ------------ | ------------ | ---------------------- | ---------------- | ----------------- | ------------------ | ----------------- | --------------- | --------------- | --------- |
| Носові       | Сонорні      | /m/ (м)                |                  | /n/ (н)           |                    |                   | /nʲ/ (н')       | /ŋ/ (н)         |           |
| Проривні     | Дзвінкі      | /b/ (б)                |                  | /d/ (д)           | /d͡z/ (д͡з)          | /d͡ʒ/ (д͡ж)         | /dʲ/ (д')       | /ɡ/ (ґ)         |           |
| Проривні     | Глухі        | /p/ (п)                |                  | /t/ (т)           | /t͡s/ (ц)           | /t͡ʃ/ (ч)          | /tʲ/ (т')       | /k/ (к)         |           |
| Фрикативні   | Сонорні      | /w/ (ў)                |                  |                   |                    |                   | /j/ (й)         |                 | /ɦ/ (г)   |
| Фрикативні   | Дзвінкі      |                        | /v/ (в)          |                   | /z/ (з)            | /ʒ/ (ж)           |                 |                 | /ɦ/ (г)   |
| Фрикативні   | Глухі        |                        | /f/ (ф)          |                   | /s/ (с)            | /ʃ/ (ш)           |                 | /x/ (х)         |           |
| Бокові       | Сонорні      |                        |                  | /l/ (л)           |                    |                   | /lʲ/ (л')       |                 |           |
| Дрижачі      | Сонорні      |                        |                  |                   |                    | /r/ (р)           |                 |                 |           |

#### Сонорні
Сонорні приголосні утворюють групу з 7 або 8 фонем: /м/, /н/, /н'/, /р/, /л/, /л'/, /й/. Звук /в/ має як сонорні, так і шумові риси. З одного боку, приголосні перед в не одзвінчуються, як перед рештою дзвінких приголосних (швет, церква, твой, а не жвет, церґва, двой тощо), з іншого, він може в деяких позиціях оглушуватися до /ф/, пор. фчера, фше, фчас, фшадзи, фшелїяк (на письмі вчера, вше, вчас, вшадзи, вшелїяк). Навпаки, проти приголосних і сонантів він перетворюється у /ў/: лаўка, глаўка, жоўти, ноўши (на письмі лавка, главка, жовти, новши). Як шумний /в/ є в російській, польській і словацькій, як сонорний — у сербській та українській мовах.
У складі сонорних за способом творення виділяють носові /м/, /н/, /н'/, дрижачу /р/, ясенні /л/, /л'/, проривний /й/ й напівголосну /в/. За місцем творення сонорні охоплюють губні /м/, /в/, зубно-ясенні (зубно-ясново) /н/, /л/, ясенний (ясново) /р/ та середньоязикові приголосні /н'/ та /л'/.
Носовий /н/ перед задньоязиковими /ґ/, /к/ стає задньопіднебінним /ŋ/: драбиŋка, древяŋка, овшаŋка (на письмі драбинка, древянка, овшанка).
Сонант /й/ виступає як твердопіднебінний апроксимант [j] перед голосним: йеден, йесц, фамелийа (на письмі єден, єсц, фамелия), твойого, натомість перед приголосним і наприкінці слова ― як i̯ нескладове: краі̯, даі̯, знаі̯це (на письмі край, дай, знайце), а в міжвокальній позиції перед /і/ ― зникає: загоіц ше, моіма (на письмі загоїц ше, моїма).

#### Шумні
До складу шумних приголосних входить 19 або 20 фонем: /б/, /п/, /д/, /т/, /д'/, /т'/, /ґ/, /к/, /з/, /с /, /ж/, /ш/, /г/, /х/, /дж/, /ч/, /дз/, /ц/, /в/, /ф/. За способом творення серед шумних виділяють вибухові /б/, /п/, /д/, /т/, /д'/, /т'/, /ґ/, /к/, африкати /дж/, /ч/, /дз/, /ц/ і щілинні /в/, /ф/, /з/, /с/, /ж/, /ш/, /г/, /х/. За місцем творення шумні можуть бути губно-губними /б/, /п/, губно-зубними /в/, /ф/, зубно-ясенними /д/, /т/, /дз/, /ц/, /з/, /с/, ясенними африкатами /дж/, /ч/, /ж/, /ш/, середньоязиковими /д'/, /т'/, задньоязиковими (задньоязични) /ґ/, /к/, /х/ та горловим /г/. Шумні утворюють 10 пар за дзвінкістю-глухістю: /б/ — /п/, /д/ — /т/, /д'/ — /т'/, /ґ/ — /к/, /з/ — /с/, /ж/ — /ш/, /г/ — /х/, /дж/ — /ч/, /дз/ — /ц/, /в/ — /ф/. Усі пари, крім /г/ — /х/, мають однакове місце творення. За ознакою м'якости-твердости існують лише чотири пари сонорних приголосних /л/ — /л'/ і /н/ — /н'/, /д/ — /д'/, /т/ — /т'/.
На місці історичних м'яких /д'/ та /т'/, які в бачвансько-русинській зазнали асибіляції, надалі затвердівши, маємо африкати /ц/ і /дз/: д'ет'і > дзеці «діти». М. Кочиш, як і Ґ. Костельник, указує, що приголосні /д’/, /т’/ у бачвансько-русинській дуже рідкі. Їх здебільшого знаходимо в деяких винятках (дїдо, звитяжиц) і запозиченнях (дєп, мадяр, потька, фатьол ― мадяризми; ладя, дюрдїца, мутяк ― сербизми; господь, тїло, дябол ― церковнослов'янізми; дїло, дїя ― українізми).
Звук /ф/, невластивий праслов'янській системі, маємо лише в запозичених (фабрика, фаза) і рідких звуконаслідувальних словах (фацнуц, форкац, фи). Схожа ситуація й з праслов'янським /ґ/, що перейшов у /г/, тож /ґ/ спостерігаємо зазвичай у запозичених (ґаґор, ґаз, ґазда, ґалєр, ґереґа ― мадяризми; ґлейта, ґнот ― германізми; ґума, ґлумец, ґадни, зґажиц ― сербизми) і звуконаслідувальних словах (ґаґац, ґеґнуц, ґольтац, ґравчац).
Губно-губні /б/ і /п/ в позиції перед носовим /м/ і передньоязикові /д/ і /т/ перед носовими /н/ і /н’/ вимовляють із фаукальним вибухом: робме, топме, зуб ме болї, дно, платно, утнуц тощо. Приголосні /д/ і /т/ міняють вимову і перед /л/: садло, шидло, метла, тлусти тощо.

#### Асиміляція за глухістю-дзвінкістю
Дзвінкі приголосні за винятком /в/ оглушуються в позиції перед глухими й наприкінці слова (перед паузою): хла[д]ок — у хла[т]ку, ру[б]ец — ру[п]ца, сла[т]ки, ро[с]повесц, зо[с] хижі, зу[п], но[ш], гво[ст]. У низці слів може оглушуватися й дзвінкий /в/: [ф]чера, [ф]ше, [ф]час, [ф]шадзи, [ф]шелїяк. Глухі приголосні одзвінчуються перед дзвінкими й наприкінці слова перед дзвінкими приголосними наступного слова: да[ґ]дзе, сва[дз]ба, ма[дз] була хора, прине[ж] води, бра[д] и шестра. Одзвінчуються глухі приголосні також перед сонорним /м/ у формах наказового способу дієслів множини: ку[б]ме. Перед /в/ глухі не одзвінчуються: [ш]вет, [к]вет, [т]воє.

#### Асиміляція за твердістю-м'якістю
Приголосні /д/, /т/ пом'якшуються перед /л'/, /н'/ (спад'нє, дот'ля), //л пом'якшується перед /н'/ (начал'нїк), /н/ пом'якшується перед /д'/, /т'/ (ан'дя, кон'тя), /н/ пом'якшується перед /дж/, /ч/, /ш/ (бонд'джа, закон'чіц), /л/ пом'якшується перед /ч/ у словах із суфіксами -чок, -че (стіл'чок).

#### Вимова груп приголосних
У групах приголосних відзначають такі зміни: зж > ж (зоз железа > зо[ж:]елєза), зш > ш (зоз школи > зо[ш:]коли), здж > ждж (розджубац > ро[ждж]убац), сч > щч (счухац > [щч]ухац). Крім того, низка приголосних на стику слів або морфем можуть зливатися в один звук: д і ж > дж, т і ш > ч (богатши > бога[ч]и), д і з > дз, т і с > ц (под стреху > по[ц]треху), д і дж > дж:, т і ч > ч: (брат чита > бра[ч:]ита), д і дз > дз:, т і ц > ц: (пред дверми > пре[дз:]верми), ц і ц > ц (оцец > о[ц]а), з/с і с у суфіксі -ски > с (русски > ру[с]ки), н в основах прикметників і н у суфіксі -н- > н (воєнни > воє[н]и). Також два однакові приголосні вимовляються як один довгий на стику префікса з основою та на стику двох слів: од-далїц > о[д:]алїц, под дубом > по[д:]убом. Між двома сусідніми голосними в низці випадків маємо вставні приголосні й та в: радио > ради[й]о, какао > кака[в]о, паук > па[в]ук, Леона > Ле[в]она.

### Просодія
Наголос у бачвансько-русинській мові (акцент, наглашка) фіксований парокситонічний, завжди кріпиться на передостанній склад у словоформі. За цією ознакою руснацька, з одного боку, об'єднується із західними карпаторусинськими говірками (разом із лемківськими), польською мовою та зі східнословацьким говором, а з іншого боку, протиставляється східним карпаторусинським ідіомам (а також пряшівсько-русинській) і решті всіх східнослов'янських мов, яким властивий вільний наголос.
Місце наголосу не прив'язане до певної морфеми і при словозміні та словотворі, пов'язанім зі зміною числа складів, наголос завжди переміщується на передостанній: предсиˈдатель — предсидаˈтеля, орґаниˈзовац — орґанизоˈвани, тоˈвариш — товаˈриша — товариˈшови. У разі, якщо односкладному слову передує односкладний прийменник або частка нє, то наголос переміщується на прийменник або частку: ˈдо нас, ˈу вас, ˈзоз сна, ˈнє знал, ˈнє твой.
У деяких випадках у південнорусинській мові бувають відступи від правила фіксованого наголосу:
- наголос ставиться на останній склад у запозичених словах із суфіксом -ізм (у називному відмінку): ґермаˈнизм, ґлобаˈлизм, афоˈризм, але в родовому відмінку — ґермаˈнизма;
- наголос зазвичай ставиться на склад, який був ударним у займенниках і прислівниках до приєднання суфікса -шик, відповідно до чого наголос може падати як на передостанній склад від початку слова, так і на інші склади: чиˈйшик, чиˈйогошик, ˈкедишик, ˈхторишик;
- наголос ставиться на останній склад у словосполуках перˈши раз і остатˈнї раз, які утворюють єдине фонетичне слово;
- наголос ставиться на перший склад в експресивній мові: вон лєм ˈупрекосци;
- наголос ставиться на першому складі в модальному слові ˈбаяко;
- наголос ставиться на останній склад в експресивній мові та в l-ових формах дієслів минулого часу: поˈшол, пошˈла, пошˈло, пошˈли.

### Морфонологія
Фонологійна будова стилю в бачвансько-русинській може являти собою один голосний або поєднання голосного з одним, двома або більше приголосними: о-рац, дра-га, ра-досц. Найчастішими є склади, що містять приголосний і наступний за ним голосний: ро-бо-та. Наприкінці слова поєднання шумного й сонорного приголосного нерідко можуть усуватися за допомогою вставних голосних: социялизм > социялизем.
У бачвансько-русинській представлені такі морфонологійні чергування фонем:
- вокальні: /о/ ~ ø (сон — сна), /е/ ~ ø (дзень — дня), /а/ ~ /о/ (прехадзка — преходзиц), / е/ ~ /о/ (нєсц — ношиц), /о/ ~ /а/ (гориць — прегаряц), /е/ ~ /а/ (глєдац — оглядач ше);
- консонантові: /т/ ~ /ц/ (дзевяти — дзевец, крест — кресциц), /д/ ~ /дз/ (род — родзиц), /г/ ~ /ж/ (драга — у драже), /х/ ~ /ш/ (грих — гришиц), /к/ ~ /ч/ (рука — ручка), /к/ ~ /ц/ (гудак — гудаци) та деякі інші.

### Сербський вплив
Горловий /г/ під упливом сербської втрачає дзвінкість: замість гвозд вимовляють хвозд (хвост), гвариц ― хвариц. Зубний /д’/ під упливом срб. /ђ/ вимовляють із призвуком /з’/, а зубний /т’/ під упливом срб. /ћ/ ― із призвуком /с’/.

## Історична фонологія

### Голосні звуки

#### Розвиток псл. *ě
Псл. *ě у бачвансько-русинській розвинувся в /і/ (грих), /е/ (лєто) та /а/ (бляди).

##### Рефлекси /і/ — /е/
Прихильники української теорії походження бачвансько-русинської мови — О.Д. Дуліченко, Ґ. Костельник, О.Т. Горбач — стверджують, що різний рефлекс відбиває власне джерело: /і/ сягає української мови, /е/ — словацької, /а/ — польської. Ця думка, яку згадані науковці застосовують і до решти явищ руснацької мови, по суті позбавляє останню права на самостійність, права бути окремою мовою, мати власні закони й не бути «мішаниною».
Цю хибність підмітив уже М. Пешикан. Він же зазначає, що руснацька заміна псл. *ě ікавісько-екавська. Науковець, описуючи фонетику бачвансько-русинської, обмежується лише деякими твердженнями, зокрема, що:
- у закінченні — рефлекс /е/ (мнє, у чаше, о мире тощо);
- в односкладних словах із приголосним наприкінці переважає /і/: вик, вист, витор (де о ˂ *ъ), гнїв, грих, жвир, лїк, шлїд, шнїг, шмих, шпив, шнїц, цинь, але швет, лєс;
- в інших позиціях усередині слова — обидва рефлекси: били, лїви, швижи, ридки, стина, вира, рика, писня, вишац, винчац, дїдо, клїщи, лїсковец, нїжносц, мишац (дієслово), квиток, гнїздо, гвизда, дзивка, стрибло, жридло, ришенє, злодїй тощо, але бежац, бешеда, венєц, дзелїц, дзеци, єсц, колєно, лєнїви, лєпши, лєто, место, мешац (іменник), мещок, нєдзеля, нєми тощо.

Є. Барич перейняла Пешиканові твердження з поміткою, що інколи зустрічаємо чергування, наводячи вериц — вира, мерац — мирица, шмеяц ше — шмих, замешка — мишац. До двояких проявів *ě належить і били — белави.
Ф. Пастрнек спочатку наводить для псл. *ě лише рефлекс /і/; уже згодом він зазначає всі три рефлекси, але не пояснює їх. Ш. Шваґровський так само передає застаріле твердження, що в бачвансько-русинській існує лише рефлекс /i/, наводячи приклади хлїб «хліб», до хлїва «до хліва», гнївал ше «гнівався». В. Вітковський бачить рефлекс /e/ як основний, але підкреслює, що і /i/ дуже поширене.
Інша група науковців убачає в рефлексах /і/ — /е/ залежність від первісної довжини праслов'янського ятя: короткий *ě дав /e/, довгий — /і/. Цього погляду додержується С.С. Скорвід, Ч.Е. Бідвелл, С. Ґуставсон, Ю. Рамач.
У важливості кількісного чинника при розподілі рефлексів *ě в східнословацьких говірках, із якими пов'язують бачвансько-русинський розвиток, сумнівається найбільший словацький діалектолог Й. Штольц, адже велика кількість східнословацьких прикладів з рефлексами *ě порушує, здавалось би, усталену картину. Ба більше, труднощі виникають і з визначенням довжини/короткости *ě в праслов'янській. Згідно зі Штольцем, у говорах Східної Словаччини загалом як на місці довгого, так і короткого *ě слідує рефлекс /i/, причім географійна ситуація протиставлення форм з /i/ та з /е/ дуже різнорідна й відмінна для кожного окремо взятого слова, що викликає великі проблеми в спробах звести всю ситуацію до якогось спільного знаменника.
В.В. Чарський виснує, що спостереження Й. Штольца переконливо показують, що для кожного окремо взятого слова більше важить не те, чи довгий або короткий *ě був в історичній перспективі на його місці, а те, який рефлекс дав *ě в окремо взятім слові. У карпаторусинських говорах Шаришу й Земплину ситуація засадничо інша: тут послідовно подано рефлекс /i/ з деякими дрібними й необов'язковими для всього діалектного поширу відступами на лексемному рівні (рефлекси /е/, /а/ і навіть *о*).
На тлі чималого впливу української мови на бачвансько-русинську остання активно запозичує абстрактну й стилістично піднесену лексику з неї, але також і з церковнослов'янської, сербської тощо. Серед українізмів науковці відмічають:
1. з коренем *děj-: русн. дїя, укр. дія; русн. подїя, укр. подія; русн. надїя, укр. надія; русн. дїйсносц, укр. дійсність; русн. добродїй, укр. добродій; русн. чародїй, імовірно, з язичія (пор. укр. чарівник, серб. чаробњак);
2. з коренем *děl-: русн. дїло, укр. діло, серб. дело; русн. землєдїлєц (поряд із карпатським дублетом параст, чиєї етимології точно не встановлено), імовірно, із сербської, язичія або церковнослов'янскої (серб. земльоделац, але укр. хлібороб); русн. дїловац, серб. деловати; русн. предїл, серб. предео (можливе джерело з церковнослов'янської або язичія); русн. дїлокруг, серб. делокруг;
3. з коренем *věd-: русн. свидоми, укр. свідомий; русн. повидомиц, укр. повідомити; русн. невидоми, укр. невідомий; русн. совисц, укр. совість; русн. свидоцтво, укр. свідоцтво; русн. вистка, укр. вістка; русн. повист, укр. повість; русн. виснїк, укр. вісник;
4. з коренем *vět-: русн. привит, укр. привіт (уживане поряд зі споконвічним витане, сх.-слц. vitaňe, карп.-рус. vytaňa); русн. звит, укр. звіт; для русн. завит можна припустити або радше сербське походження — серб. завет, або з язичія (споконвічний синонім пришага, сх.-слц. pri(ś/š)aha, карп.-рус. pri(s’/ś)aha); русн. одвит, імовірно, з язичія, яке відтіснило споконвічне одповедз (сх.-слц. otpovic/otpovec, карп.-рус.. vitpovit’, укр. відповідь/відвіт, серб. одговор);
5. з коренем *těl-: русн. тїлєсни, укр. тілесний, серб. телесни, можливе також джерело з язичія або церковнослов'янської; русн. тїлохранїтель, серб. телохранитељ; русн. тїловежба, серб. теловежба «гімнастика»;
6. з коренем *měr-: русн. мира (поряд зі споконвічним дублетом мера), укр. міра;
7. з коренем *cěl-: русн. циловац (поряд зі споконвічним бочкац, сх.слц. bo(č/š)kac), укр. цілувати; русн. поцилунок, укр. поцілунок;
8. з коренем *těk-: русн. цикави, укр. цікавий;
9. з коренем *klět-: русн. клїтинка, укр. клітинка;
10. з коренем *měst-: русн. змист, укр. зміст;
11. з коренем *lět-: русн. лїтопис, укр. літопис, серб. љетопис (можливе джерело з язичія або церковнослов'янської); русн. малолїтни, укр. малолітній, серб. малољетни (можливе джерело і з язичія);
12. з коренем *cěn-: русн. оцинка I оцена, укр. оцінка, серб. оцена (можливе джерело і з язичія);
13. з коренем *svět-: русн. просвита, укр. просвіта, серб. просвета (можливе джерело і з язичія);
14. з коренем *spěx-: русн. успих, укр. успіх, серб. успех (можливе джерело і з язичія);
15. з коренем *běd-: русн. побида, серб. победа (можливе джерело і з язичія, але також укр. діал. побіда «перемога»).

##### Рефлекс /а/
У бачвансько-русинській мові виділяють лише декілька слів (і похідних), у яких а сягає *ě: бляди «блідий», цадзиц «цідити», цали «цілий», цаловац «цілувати».
Ч.Е. Бідвелл, О.Т. Горбач і В. Вітковський у рідких прикладах з а ˂ *ě вбачають польську (лехитську) природу, але не зазначають, як саме ці слова проникли до бачвансько-русинської. С. Ґуставсон, Г.Ґ. Лант і Ш. Шваґровський їх узагалі оминають увагою. Ф. Пастрнек лише засвідчує, що існують три рефлекси, але, як і Ю. Рамач, ніяк не пояснює а ˂ *ě.
М. Пешикан припускає, що разом із бляди можна було б уважати полонізмом і цали, якби ще не було цадзиц, яке відсилає до окремої долі ятя після /ц/ (імовірно, у зв'язку зі ствердінням його), про що свідчить болгарсько-македонський терен (де сě- переходить у са- уже в старих пам'ятках) і екавізми штибу цеста, цесар, целивати й под. у сербо-хорватських ієкавських бесідах.
Третього погляду додержуються С.С. Скорвід, В.В. Чарський і Ч.Е. Бідвел. С.С. Скорвід відсилає до схожих явищ у східнословацьких говорах, зокрема до переходу ’e ˃ a після шиплячих і свистячих. Так само про східнословацьке походження руснацького а ˂ *ě говорить і В.В. Чарський. До них підмітив ці паралелі і Ч.Е. Бідвелл, але він припускав, що такі слова, можливо, уже там запозичено з польської.

##### Групи tert, telt
С. Ґуставсон, порівнюючи розвиток груп tert, telt > trět, tlět у словацькій і руснацькій, указує на відмінність кінцевого результату. У словацькій мові при тих коренях з'являється /е/ та /іе/: перший відбиває прасловацький короткий *ě, дифтонг /іе/ — прасловацький довгий *ě. Так, довгий *ě у бачвансько-русинській дав /і/, у словацькій — /ie/, а короткий *ě дав /е/ в обох мовах. Якби руснацька мова мала метатезу з подовженням голосного, тоді б з'явився голосний /і/, адже він виступає закономірним рефлексом довгого *ě. Саме тому у словацькій маємо breh / briežok «берег», breza / briezka «береза», натомість у руснацькій — завжди /е/ в корені: млєко, бреза, а не *млїко, *бриза, *бризка тощо.

#### Розвиток носових *ę та *ǫ

##### Псл. *ę
Рефлекс псл. *ę у бачвансько-русинській залежить від первісної довжини праслов'янського голосного. Так, короткий *ę̆ дав /e/, довгий *ę̄ — /а/ (після губних /ja/):
- вец «більше», глєдац «дивитися», дзевец «дев'ять», дзешец «десять», мехки «м'який», шчесце «щастя», у яких /е/ сягає псл. *ę̆;
- вязац «в'язати», дзешати «десятий», початок «початок», прекляц «проклясти», робя «роблять», шедза «сидять», у яких /а/ сягає псл. *ę̄.

Початковий /ę/ розвинувся в /ja/, на думку Ч.Е. Бідвелла, незалежно від первісної довжини.
Прихильники мішаної теорії походження руснацької мови, зокрема О.Д. Дуліченко, у хитанні /а/, /'а/ — /е/, /'е/ < *ę вбачають стихійну мішанину східнослов'янських і західнослов'янських явищ, згідно з чим рефлекс /е/ виступає рефлексом східнословацького походження, а рефлекс /а/ — карпаторусинського (українського). Що це не так, обґрунтував В.В. Чарський, котрий, порівнюючи лексику, виснує про відсутність міцних зв'язків бачвансько-русинської із карпаторусинським ідіомом, що виступає українською говіркою.
З одного боку, існують рефлекси, що збігаються всюди. Оскільки карпаторусинський ідіом не знає сталого /е/ з *ę, мова йде лише про /а/:
| Позиція *ę                                                        | Руснацька мова | Східнословацький говір | Східнословацький говір | Карпаторусинський ідіом         |
| Позиція *ę                                                        | Руснацька мова | Земплинський           | Шариський              | Карпаторусинський ідіом         |
| ----------------------------------------------------------------- | -------------- | ---------------------- | ---------------------- | ------------------------------- |
| У корені слова                                                    | вицагнуц       | vicac, vicahnuc        | vicac, vicahnuc        | vy̑t’aty «витягнути»             |
| У корені слова                                                    | дзевяти        | dzeviati               | dzeviati               | d’eviaty̑j «дев'ятий»            |
| У корені слова                                                    | дзешац         | dześac, dzešac         | dześac, dzešac         | d’es’at(’), d’eśat(’) «десять»  |
| У корені слова                                                    | жадац          | žadac                  | žadac                  | žadaty «жадати»                 |
| У корені слова                                                    | заяц           | zajac                  | zajac                  | zajac «заєць»                   |
| У корені слова                                                    | мешац          | meśac, mešac           | meśac, mešac           | mis’ac, mišac «місяць»          |
| У корені слова                                                    | оглядац ше     | ohl’adac śe/še         | ohl’adac śe/še         | ohl’adaty s’a/sa/śa «озиратися» |
| У корені слова                                                    | порядок        | poriadok               | poradek                | poriadok «порядок»              |
| У корені слова                                                    | пяти           | piati                  | piati                  | piaty̑j «п'ятий»                 |
| У корені слова                                                    | ядро           | jadro                  | jadro                  | jadro «ядро»                    |
| Наприкінці інфінітиву                                             | вжац           | vźac, vžac             | vźac, vžac             | (v)z’aty, (v)źaty               |
| Наприкінці інфінітиву                                             | жац            | žac                    | žac                    | žaty «жати»                     |
| Наприкінці інфінітиву                                             | зняц           | zňac                   | zňac                   | zňaty «зняти»                   |
| Наприкінці інфінітиву                                             | кляц           | kl’ac                  | kl’ac                  | kl’aty «проклинати»             |
| Наприкінці інфінітиву                                             | почац          | počac                  | počac                  | počaty «почати»                 |
| У закінченні 3 ос. мн. теп. часу дієслів із тематичним голосним і | виша           | viśa, viša             | viśa, viša             | vis’at(’), viśat(’) «висять»    |
| У закінченні 3 ос. мн. теп. часу дієслів із тематичним голосним і | вожа           | voźa, voža             | voźa, voža             | voz’at(’), voźat(’) «возять»    |
| У закінченні 3 ос. мн. теп. часу дієслів із тематичним голосним і | вязац          | viazac                 | viazac                 | viazaty «в'язати»               |
| У закінченні 3 ос. мн. теп. часу дієслів із тематичним голосним і | гваря          | hvaria                 | hvaria                 | hvariat(’) «говорять»           |
| У закінченні 3 ос. мн. теп. часу дієслів із тематичним голосним і | гриша          | hriša                  | hriša                  | hrišat(’) «грішать»             |
| У закінченні 3 ос. мн. теп. часу дієслів із тематичним голосним і | робя           | robia                  | robia                  | robiat, robl’at’ «роблять»      |
| У закінченні 3 ос. мн. теп. часу дієслів із тематичним голосним і | стоя           | stoja                  | stoja                  | stojat(’) «стоять»              |

Утім, інколи в разі рефлексу /а/ в трьох ідіомах ми стверджуємо відсутність збігу руснацької з карпаторусинським тому, що в останньому рефлекс розвинувся далі в і або ňа, чого не має решта:
| Руснацька мова | Східнословацький говір | Східнословацький говір | Карпаторусинський ідіом |
| Руснацька мова | Земплинський           | Шариський              | Карпаторусинський ідіом |
| -------------- | ---------------------- | ---------------------- | ----------------------- |
| прагац         | priahac                | prahac                 | prihaty «запрягати»     |
| памятка        | pamiatka               | pamiatka               | pamňatka «пам'ятка»     |

З іншого боку, група слів, що охоплюють рефлекс короткого *ę̆ > /е/, об'єднує бачвансько-русинську зі східнословацьким говором, протиставляючи її карпаторусинському:
| Руснацька мова | Східнословацький говір | Карпаторусинський ідіом               |
| -------------- | ---------------------- | ------------------------------------- |
| гаче           | hače                   | hača «жеребеня»                       |
| глєдац         | hl’edac                | hl’adaty, hl’edaty «глядіти»          |
| греда          | hreda                  | hriada «гряда»                        |
| дзевец         | dzevec                 | d’eviat(’) «дев'ять»                  |
| дзековац       | dzekovac               | d’akuvaty, d’akovaty «дякувати»       |
| дзивче         | dzifče, dziu̯če         | d’iu̯č’a «дівча»                       |
| жец            | źec, žec               | z’at(’) «зять»                        |
| клєкнуц        | kl’eknuc               | kl’aknuty «стати на коліна»           |
| лєгнуц         | l’ehnuc                | l’ahnuty «лігти»                      |
| ме             | me                     | ňa, na «мене»                         |
| мегки          | mexki                  | mňaxky̑j «м'який»                      |
| месо           | meso                   | mn’aso, meso «м'ясо»                  |
| памец          | pamec                  | pamňat(’) «пам'ять»                   |
| пейц           | pejc                   | piat(’) «п'ять»                       |
| песц           | pesc                   | piast(’) «кулак»                      |
| праше          | praśe, praše           | pac’a «порося»                        |
| редзиц         | redzic                 | riadyty «ставити в ряд»               |
| це             | ce                     | t’a «тебе»                            |
| чежки          | češki                  | t’ašky̑j «тяжкий»                      |
| швециц         | śvecic, švecic         | śviatyty, sviatyty, siatyty «святити» |
| ше             | śe, še                 | s’a, sa, śa «-ся»                     |
| щесце          | śčesce, ščesce         | šist’a, šest’a, śč’aśt’a «щастя»      |

У деяких випадках, коли трудно встановити первісну довжину, рефлекси так само збігаються саме зі східнословацькими відповідниками:
| Руснацька мова | Східнословацький говір | Карпаторусинський ідіом |
| -------------- | ---------------------- | ----------------------- |
| пенєжи         | peňeži                 | piňaz’i «гроші»         |
| пресц          | presc                  | pr(i)asty «прясти»      |
| тресц          | tresc                  | tr(i)asty «трясти»      |

Хоча існують і декілька слів із рефлексом /е/, що збігаються одночасно зі східнословацькими й карпаторусинськими відповідниками, останні, на думку В.В. Чарського, могли бути запозичені зі східнословацьких говорів:
| Руснацька мова | Східнословацький говір | Карпаторусинський ідіом    | Карпаторусинська східна говірка |
| -------------- | ---------------------- | -------------------------- | ------------------------------- |
| векши          | vekši                  | vekšy̑j «більший»           | vekšy̑j «більший»                |
| вецей          | vece(j)                | vece(j) «більше»           | vece(j) «більше»                |
| говедо         | hovedo                 | hovedo «одиниця рогатизни» | hoviado                         |
| двацет         | dvacet                 | dvacet «двадцять»          | dvacat’                         |

Загальним правилам розвитку руснацької фонетики суперечать явні запозичення, які проникли в мову зазвичай з української або церковнослов'янської:
1. із коренем *ględ-: русн. вигляд, огляд, погляд, прегляд;
2. із коренем *sęg-: русн. обсяг;
3. із коренем *svęt-: русн. святи, святочни, священїк;
4. слово тисяч;
5. інші явні церковнослов'янізми, як-от обряд, Мясопусна недзеля «тиждень перед Великим постом».

Незрозуміле походження має русн. градка (діал. гредка, сх.-слц. hretka, карп.-рус. hriatka «грядка»), оскільки в східнословацьких говорах Шаришу й Земплину варіантів з /а/ не відмічено, але карпаторусинська відміна передбачає наявність дифтонгійної сполуки після сонанта /р/, водночас русн. градка прямо перетинається з шариськими словацькими формами штибу poradek і prahac.

##### Псл. *ǫ
Праслов'янський носовий *ǫ послідовно розвинувся в /у/: рука, зуб, гуска тощо. Із запозичень до бачвансько-русинської відмічають лексичні полонізми, що проникли до мови, імовірно, ще в Карпатах:
1. русн. гамба, сх.-слц. gamba/gemba, карп.-рус. gamba «рот»;
2. русн. кандрасти, сх.-слц. kandrasti, карп.-рус. kondraty̑j «кучерявий».

#### Розвиток надкоротких *ь, *ъ

##### Псл. *ь
Праслов'янський надкороткий *ь у бачвансько-русинській закономірно розвинувся в /е/: лєгки, пес, конєц, орел, лєн. Оскільки рефлекс /е/ з *ь властивий і східно-, і західнослов'янським мовам, мовознавці справедливо визначають його як такий, що не дає змоги встановити спорідненість або з карпаторусинським ідіомом, або зі східнословацькими говорами.

##### Псл. *ъ
На відміну від *ь, псл. *ъ міг розвинутися в /о/, /е/ та /і/: мох, сон, здохнуц; игелка, угел; диждж.
У дусі української (мішаної) теорії походження бачвансько-русинської мови прийнято вважати, що рефлекс /о/ вказує на українську природу, /е/ — на західнослов'янську. Але, як і в разі інших явищ, В.В. Чарський наголошує, що така думка не відповідає дійсності щонайменше тому, що хитання між /о/ — /е/ точно відповідають ситуації східнословацьких говороів Шаришу й Земплину, де рефлекси /о/ та /е/ (і навіть /і/) різняться на формантовім і словеснім рівні, тоді як карпаторусинським говіркам притаманний, як правило, лише /о/.
Запозичення в бачвансько-русинській мові з колишніми *ь, *ъ рідкі, серед них виділяють:
1. русн. раж «жито», яке за відсутности в східнословацьких і карпаторусинських говорах (сх.-слц. žito, кр. žy̑to «жито») могло бути запозиченим із серб. раж. На думку В.В. Чарського, малоймовірно припускати середньословацьке або літературне словацьке джерело (сер.-слц. і слц. літ. raž);
2. русн. любов «любов» — книжне запозичення з язичія, української або із сербської (укр. любов, серб. љубав, серб. заст. љубов). У карпатських ідіомах в цім значенні користують сх.-слц. laska/I’ubosc, карп.-рус. laska/l’ubist’, які точно відповідають і руснацькому словникові (русн. розм. ласка і русн. заст. любосц);
3. русн. возрост «вік» являє собою радше запозичення з язичія або кальку з серб. узраст, яке вживають поряд зі споконвічними рост і зрост (сх.-слц. r(u/o)st/vzr(u/o)st, карп.-рус. rist/vzrist, укр. вік/літа);
4. русн. воздлуж «удовж», уживане поряд зі споконвічним коло, являє собою кальку із серб. уздуж, адже сх.-слц. і карп.-рус. kolo, укр. вдовж;
5. явні церковнослов'янізми, як-от воистину, согришиц «згрішити», Вознесенїе тощо.

#### Збіг псл. *y та *i
У бачвансько-русинській мові *i та *у збіглися в одній фонемі /і/ в усіх позиціях, унаслідок чого голосна система в мові — п'ятичленна (а, о, е, i, u). Маємо такі рефлекси:
| Руснацька мова                  | Східнословацький говір | Карпаторусинський ідіом | Українська мова |
| Рефлекс *y                      | Рефлекс *y             | Рефлекс *y              | Рефлекс *y      |
| ------------------------------- | ---------------------- | ----------------------- | --------------- |
| ви                              | vi                     | vy̑                      | ви              |
| дим                             | dim                    | dy̑m                     | дим             |
| до води                         | do vodi                | do vody̑                 | до води         |
| ми                              | mi                     | my̑                      | ми              |
| мидло                           | midlo                  | my̑dlo                   | мило            |
| мотика                          | motika                 | moty̑ka                  | мотика          |
| син                             | sin                    | sy̑n                     | син             |
| тидзень                         | tidzeň                 | ty̑dzeň                  | тиждень         |
| штири                           | štiri                  | šty̑ri                   | чотири          |
| язик                            | jazik                  | jazy̑k                   | язик            |
| Рефлекс *y після задньоязикових |                        |                         |                 |
| ноги                            | nohi                   | nohy̑                    | ноги            |
| кихац                           | kihac                  | ky̑haty                  | кихати          |
| хиба                            | xiba                   | xy̑ba                    | хиба            |
| хижа                            | xiža                   | xy̑ža                    | хижа            |
| Рефлекс *i                      |                        |                         |                 |
| биц                             | bic                    | byty                    | бити            |
| зима                            | zima                   | zyma                    | зима            |
| клїнчок                         | kl’nček, kl’nčok       | klyn                    | клин            |
| лїст                            | l’ist                  | lyst                    | лист            |
| миска                           | miska                  | myska                   | миска           |
| сланїна                         | slaňina                | solonyna                | солонина        |
| Рефлекс *i після шиплячих       |                        |                         |                 |
| жиц                             | žic                    | žy̑ty                    | жити            |
| чисти                           | čisti                  | čy̑sty̑j                  | чистий          |
| широки                          | široki                 | šy̑roky̑j                 | широкий         |
| шиц                             | šic                    | šy̑ty                    | шити            |
| Рефлекс *i на початку слова     |                        |                         |                 |
| игла                            | ihla                   | ihla                    | голка           |

Збіг етимологійних *i та *у і п'ятичленна голосна система також притаманна всьому східнословацькому говору (крім околичних сотацьких говірок), причім *i з *у збіглися задовго до появи бачвансько-русинської як самостійного ідіому — приблизно в XV ст.